# Committee on Standards in Public Life
Committee on Standards in Public Life, în română Comitetul pentru standarde în viața publică, este un organism de administrație publică al guvernului Regatului Unit, care nu face parte dintr-un minister. El a fost înființat în anul 1994 pentru a oferi premierului consultanță asupra standardelor etice în viața publică. Este promotorul unui cod de comportare în viața publică numit The Seven Principles of Public Life (Cele șapte principii ale vieții publice).

## Șapte principii ale vieții publice
- Altruism (Selflessness)
- Integritate (Integrity)
- Obiectivitate (Objectivity)
- Responsabilitate (Accountability)
- Deschidere (Openness)
- Onestitate (Honesty)
- Leadership⁠(en)[traduceți]